# Wallenia discolor
Wallenia discolor är en viveväxtart som beskrevs av Ignatz Urban. Wallenia discolor ingår i släktet Wallenia och familjen viveväxter. Inga underarter finns listade i Catalogue of Life.